# ジェジョマール・ビナイ
ジェジョマール・"ジョジョ"・カバウアタン・ビナイ・シニア（英語: Jejomar "Jojo" Cabauatan Binay, Sr、1942年11月11日 - ）は、フィリピンの政治家。2010年6月から2016年6月まで副大統領を務め、それ以前はマカティ市長、マニラ首都圏開発長官を歴任した。

## 概要

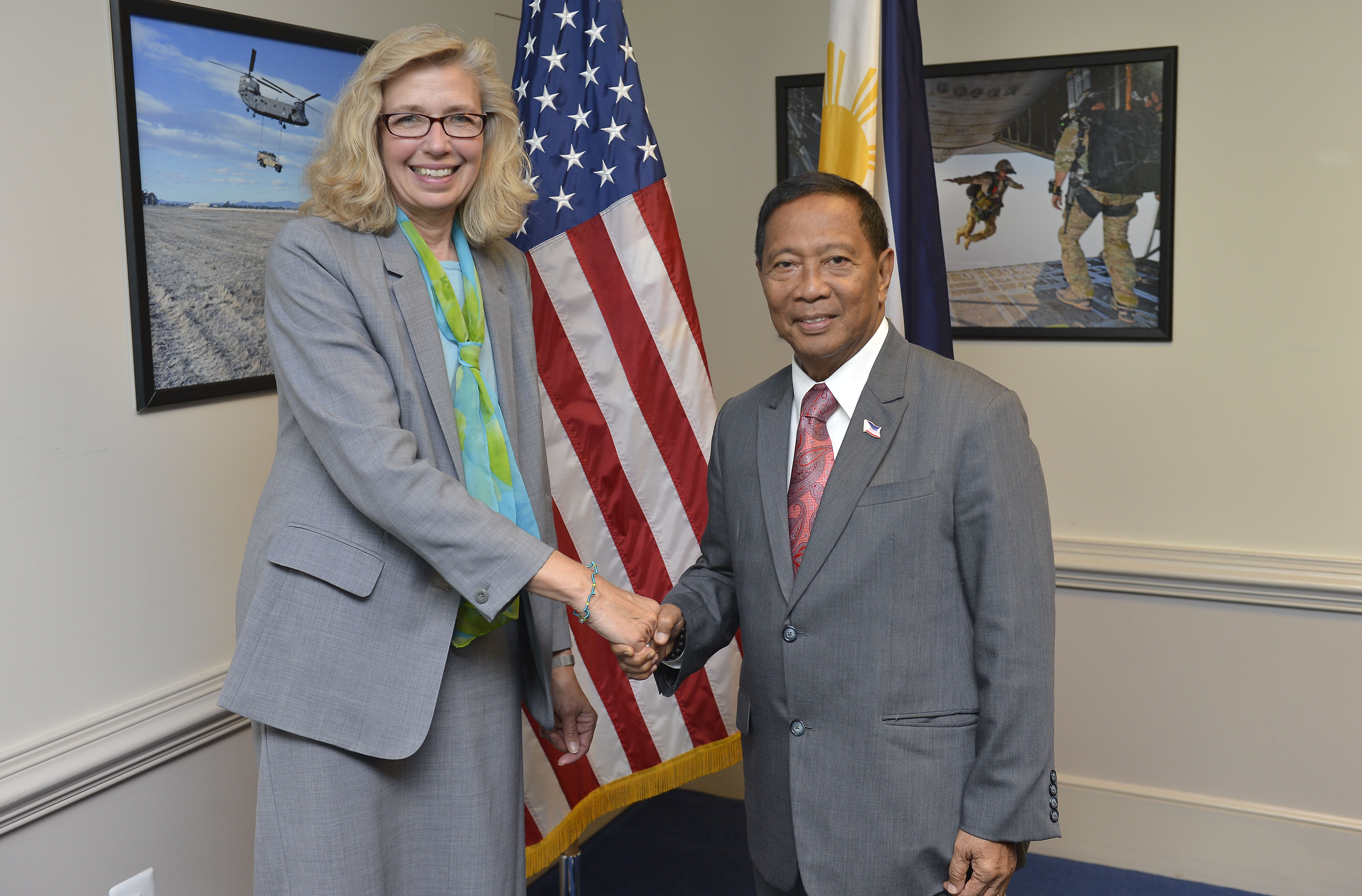
米国のクリスティン・フォックス国防副長官と（2014年5月2日）

1942年11月11日にマニラ市パコに誕生する。マルコス政権期に人権派弁護士として民主化運動に参与した。エドゥサ革命後はコラソン・アキノ大統領からの直接任命を受けてマカティ町長代行に就任した。マカティ市長やマニラ首都圏開発長官などを歴任し、2010年6月に副大統領に就任した。また大統領選挙に立候補している。
2015年5月にマカティ市長時代に市役所第2庁舎建設で業者と結託して費用を水増しした疑いにより、反資金洗浄評議会（AMLC）の求めに応じて資産が差し押さえられた。

## 家族
1972年7月にエレニタ・ビナイ（医師・元マカティ市長）と結婚し、5人の子女が誕生した。2010年6月に息子のジェジョマール・ビナイ・ジュニア（愛称：ジュンジュン）がマカティ市長に、娘のアビゲイル（愛称：アビー）が代議院議員（マカティ市選出）に当選している。